# 智利埃努克獅子魚
智利埃努克獅子魚，為輻鰭魚綱鮋形目杜父魚亞目獅子魚科的其中一種，分布於東南太平洋的智利海域，棲息深度730-920公尺，為深海底棲性魚類，屬肉食性，生活習性不明。